# Eduard Sievers

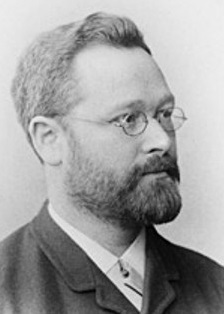
Eduard Sievers, ca. 1900

Eduard Sievers (Lippoldsberg, 25 november 1850 - Leipzig, 30 maart 1932) was een Duits taalkundige. Hij wordt beschouwd als een van de belangrijkste taalkundigen van de 19e eeuw.

## Biografie
Na privéonderwijs te hebben gevolgd, studeerde hij aan het lyceum in Kassel. Aan de universiteiten van Leipzig en Berlijn
studeerde hij vervolgens klassieke filologie en Germanistiek. Op twintigjarige leeftijd promoveerde Sievers op een dissertatie over de Oudhoogduitse Tatian. Zijn belangstelling voor en kennis van de Oudgermanistiek bouwde hij verder uit in Groot-Brittannië waar hij aan de universiteiten van Oxford en Londen onderzoek verrichtte naar Oudengelse en Oudhoogduitse handschriften.
Na zijn aanstelling als buitengewoon hoogleraar aan de universiteit van Jena in 1881, was hij nog werkzaam als professor aan de universiteiten van Tübingen, Halle en Leipzig.
Sievers gaf vele manuscripten met Oudgermaanse teksten uit zoals het Hildebrandslied en de Heliand. Een belangrijke drijfveer was bij hem om op zo wetenschappelijk mogelijk verantwoorde wijze onderzoek te verrichten naar taalkundige aspecten zoals metriek en fonologie. Hij sloot daarbij aan bij de opvattingen van de Neogrammatici, zoals Wilhelm Braune en Hermann Paul.
Sievers was een van de oprichters van het tijdschrift Beiträge zur Geschichte der Deutschen Sprache und Literatur.